# Hyuro
Tamara Djurovic, més coneguda pel pseudònim Hyuro   (Argentina, 1974 - València, 19 de novembre de 2020) fou una artista urbana argentina, que desenvolupà la major part de la seua obra a la Ciutat de València, on estava instal·lada des del 2005. De composicions senzilles, els seus treballs tractaven sobre la dona, el seu món interior, la feminitat, el treball o l'aïllament.

## Galeria

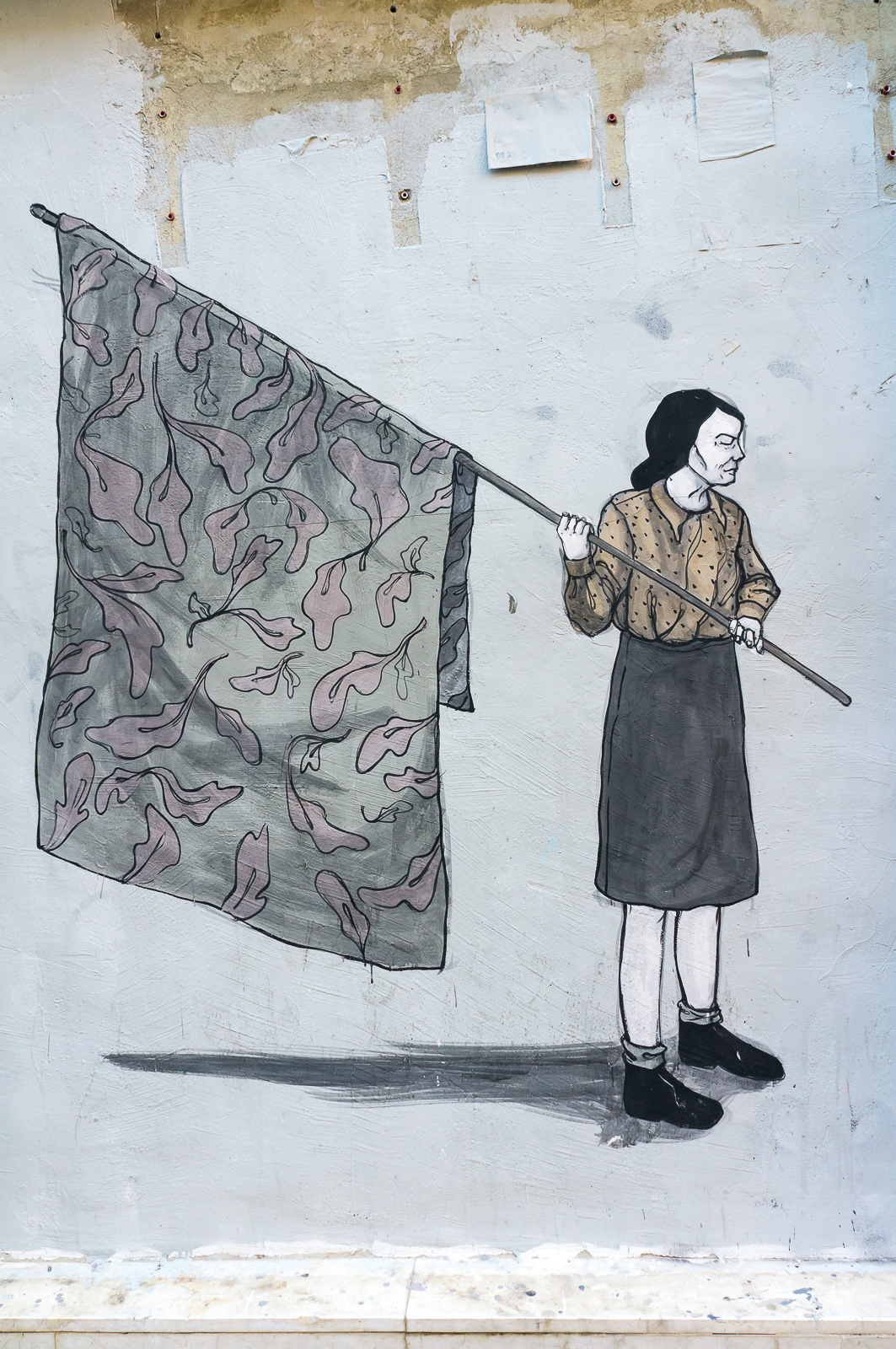
Anterior a 2013.
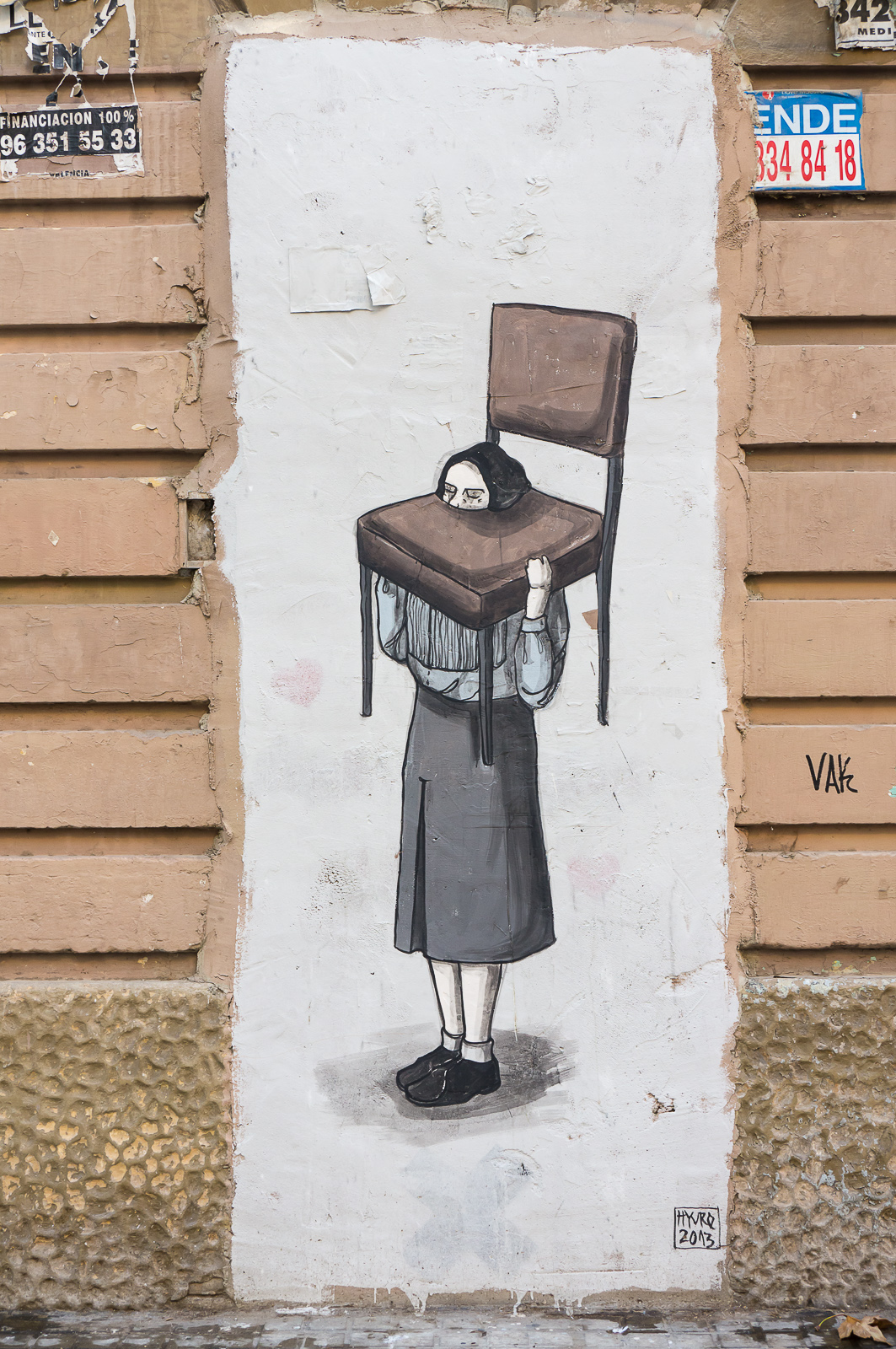
2013.
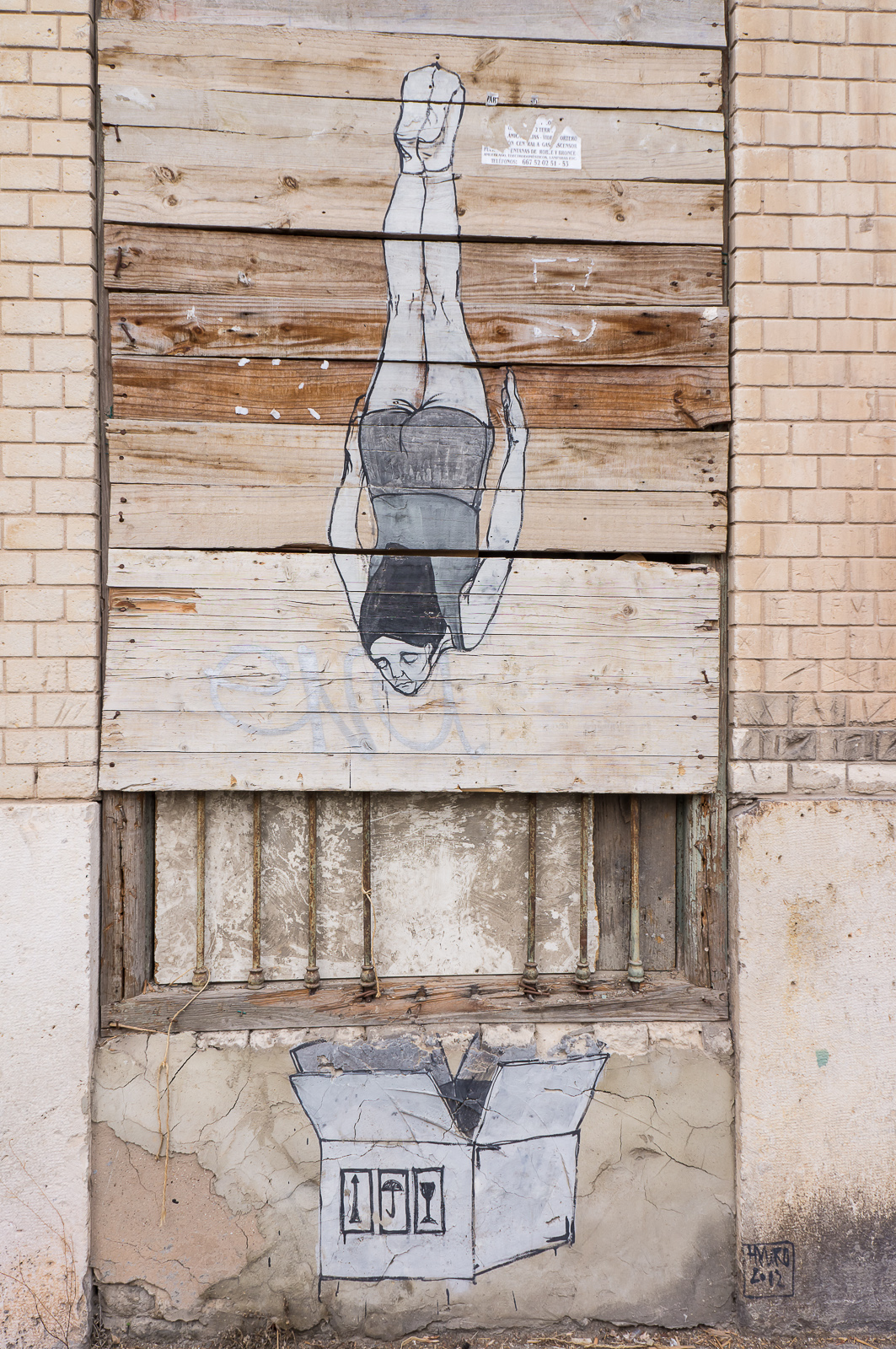
2012.
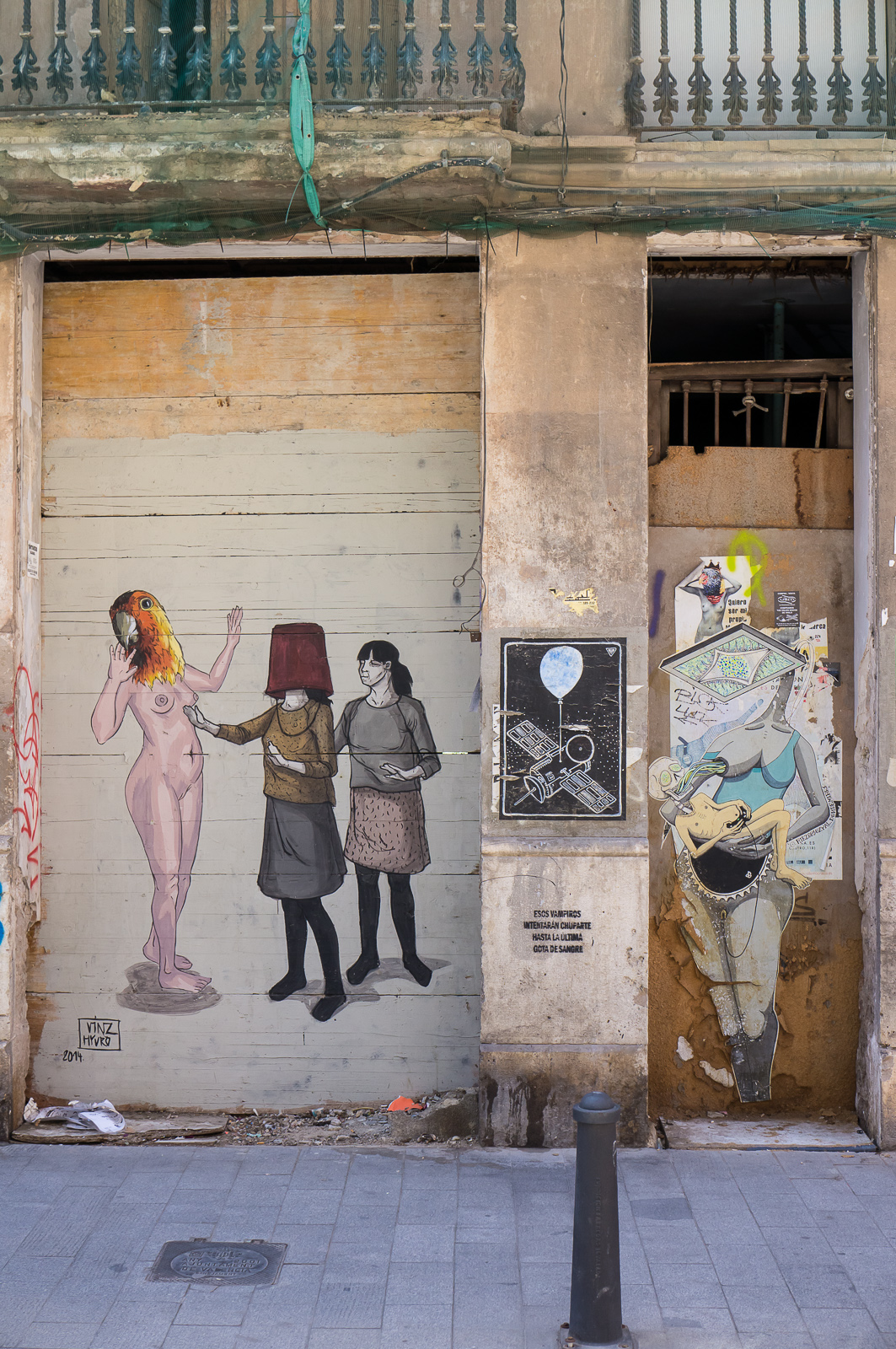
Col·laboració amb Vinz, Russafa, 2014.